# Katwoude

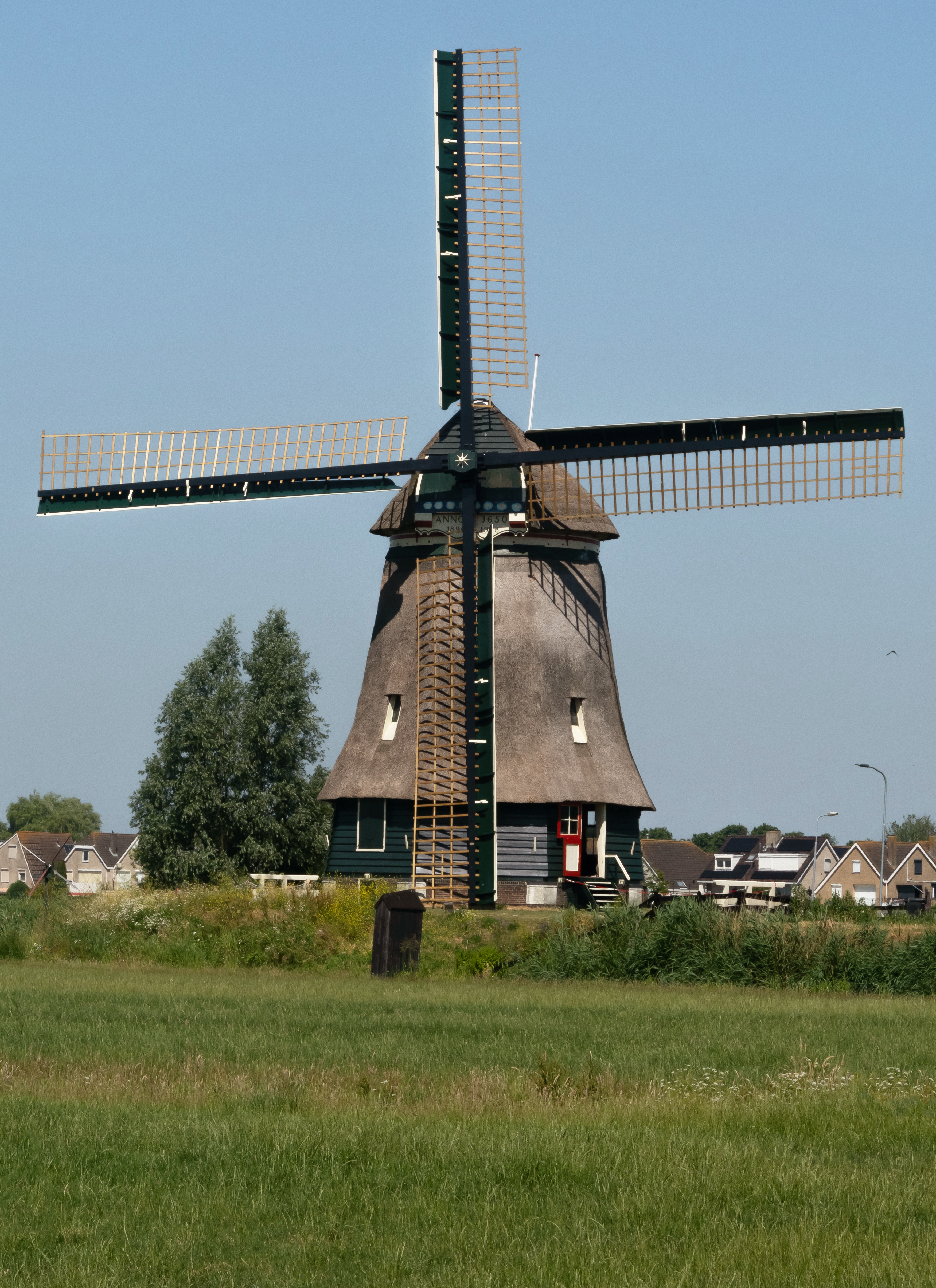
Le moulin : windmolen de Kathammer

Katwoude est un village de la province de Hollande-Septentrionale aux Pays-Bas. Il fait partie de la  commune de Waterland. Il est situé sur la rive de l'IJsselmeer à environ 2 km au nord de Monnickendam.
La population de Katwoude est d'environ 230 habitants (2004).